# Le Débat
Le Débat est une revue intellectuelle française fondée en 1980 par l'historien Pierre Nora. Elle cesse de paraître en septembre 2020, son fondateur estimant que cette « forme ultime d’une tradition profondément enracinée dans la culture française depuis deux siècles » est désormais révolue dans le contexte d'une civilisation dominée par le numérique,.

## Contenu
Pierre Nora définit ainsi l'esprit dans lequel a été conçue la revue : 

« Pour qui avait, au début des années 80, le sentiment aigu d'un monde à tous égards nouveau, la tâche était claire : lutter sur deux fronts, contre la réduction médiatique d’un côté, la spécialisation universitaire de l’autre. »

Trois axes ont été privilégiés : l'histoire, la politique, la société.

## Rédaction
- Directeur : Pierre Nora
- Rédacteur en chef : Marcel Gauchet, assisté de Krzysztof Pomian et de Jérôme Batout.

## Publications
- Philippe Raynaud - Mémoires comparées : lieux, commémoration, patrimoine[4] (n°78, janvier-février 1994)
- Robert Badinter - Fin des lois mémorielles ?[5] (n°171, septembre-octobre 2012)
- Autour de Terres de Sang de Timothy Snyder[6] (n°172, novembre-décembre 2012)
- Henry Laurens - Comment affronter le passé ? La France et ses historiens face aux violences du premier XXe siècle[7] (n°174, mars-avril 2013)
- La parole aux enseignants[8] (n°177, novembre-décembre 2013)
- Michel Serres et Marcel Gauchet - Quelle histoire ?[9] (n°178[10], janvier-février 2014)
- Autour de L'Identité malheureuse d'Alain Finkielkraut; Autour de Assimilation. La fin du modèle français de Michèle Tribalat; Autour de Le Déclin de David Engels[11] (n°179, mars-avril 2014)
- Nikolay Koposov - Une loi pour faire la guerre : la Russie et sa mémoire[12] (n°181, septembre-octobre 2014)
- La guerre de Gaza (dossier)[13] (n°182, novembre-décembre 2014)
- Henry Laurens - La nouvelle question d'Orient[14] (n°183, janvier-février 2015)
- Cultures : Un enjeu contemporain (dossier)[15] (n°185, mai-août 2015)
- États-Unis : anatomie d'une élection surprise (dossier)[16] (n°193, janvier-février 2017)
- Le sacre de la bande-dessinée (dossier)[17],[18] (n°195, mai-août 2017)
- Benoît Pellistrandi - La Catalogne : une révolution antilibérale ?[19] (n°198, janvier-février 2018)
- Annick Steta - Le revenu universel : histoire d'une tentation[20] (n°199, mars-avril 2018)
- Au-delà du harcèlement et Le masculin en révolution (dossiers)[21] (n°200, mai-août 2018)
- Jean-Noël Jeanneney - L'affaire Maurras[22] (n° 201, septembre-octobre 2018)
- Nicolas Baverez, Laurent Bouvet, Gilles Finchelstein et Marc Lazar - Autour de Le peuple contre la démocratie de Yascha Mounk[23] (n°203, janvier-février 2019)
- La France des "gilets jaunes"[24] (n°204, mars-avril 2019)
- Tony Corn - Global Colbert[25] (n° 205, mai-août 2019)
- N°210, mai-août 2020 (dernier numéro)[26],[27]